# Alice Barron
Alice Adair Barron, detta Cookie (Austin, 27 marzo 1935), è un'ex cestista statunitense.

## Carriera
Giocò da 1954 al 1957 al Wayland Baptist e venne nominata All-American nel 1957.
Con gli Stati Uniti disputò i Campionati del mondo del 1957, vincendo la medaglia d'oro.
Dal 2022 è membro della Women's Basketball Hall of Fame.